# Arthur A. Hartman
Arthur Adair Hartman, född 12 mars 1926 i New York, död 16 mars 2015 i Washington, D.C., var en amerikansk diplomat. Han var USA:s ambassadör i Frankrike 1977–1981 och i Sovjetunionen 1981–1987.
Hartman efterträdde 1977 Kenneth Rush som ambassadör i Paris och efterträddes 1981 av Evan G. Galbraith. I Moskva efterträdde han 1981 Thomas J. Watson Jr. som ambassadör och efterträddes 1987 av Jack Matlock.